# Heinrich-Harrer-Museum

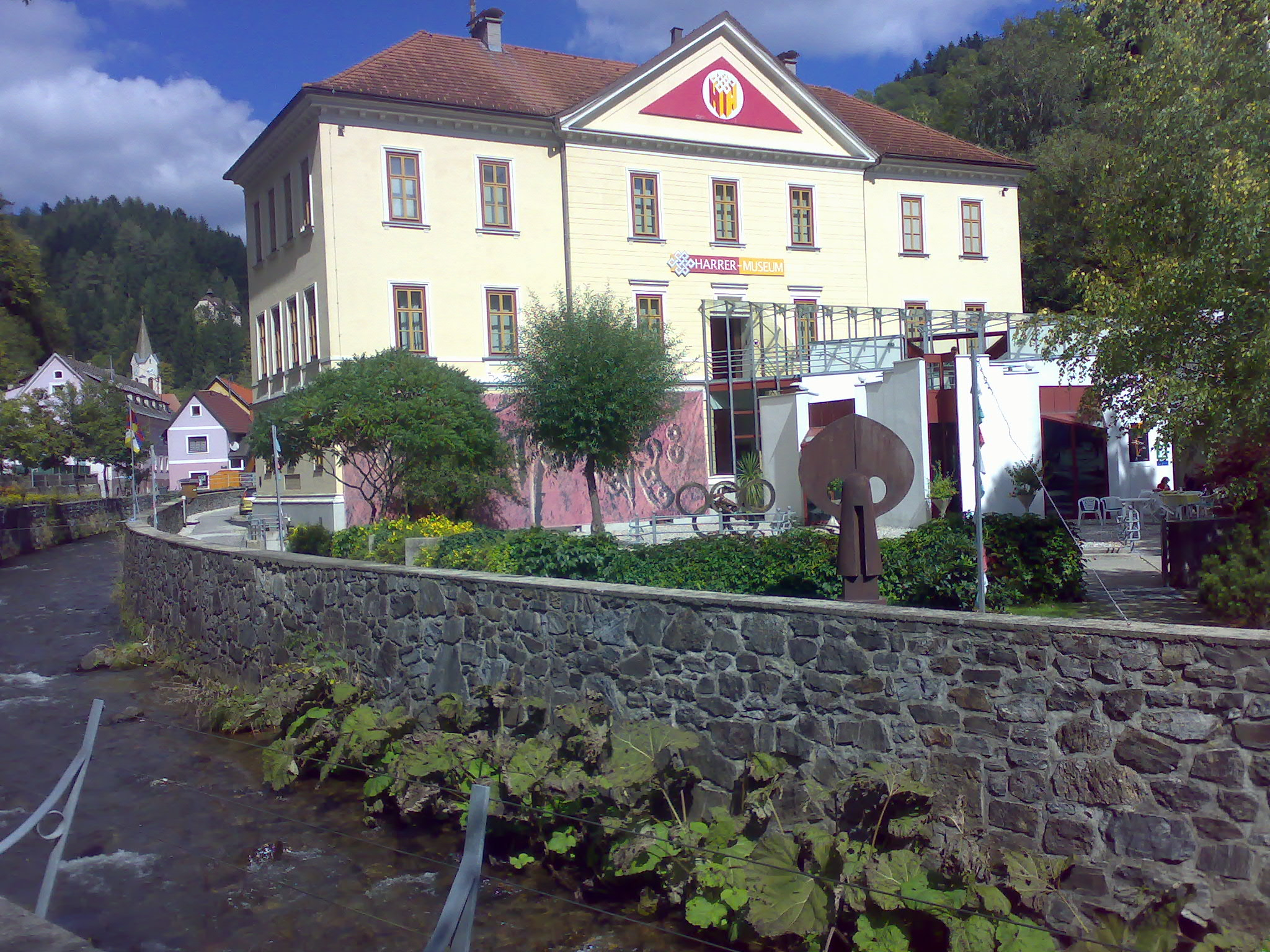
Heinrich-Harrer-Museum in Hüttenberg

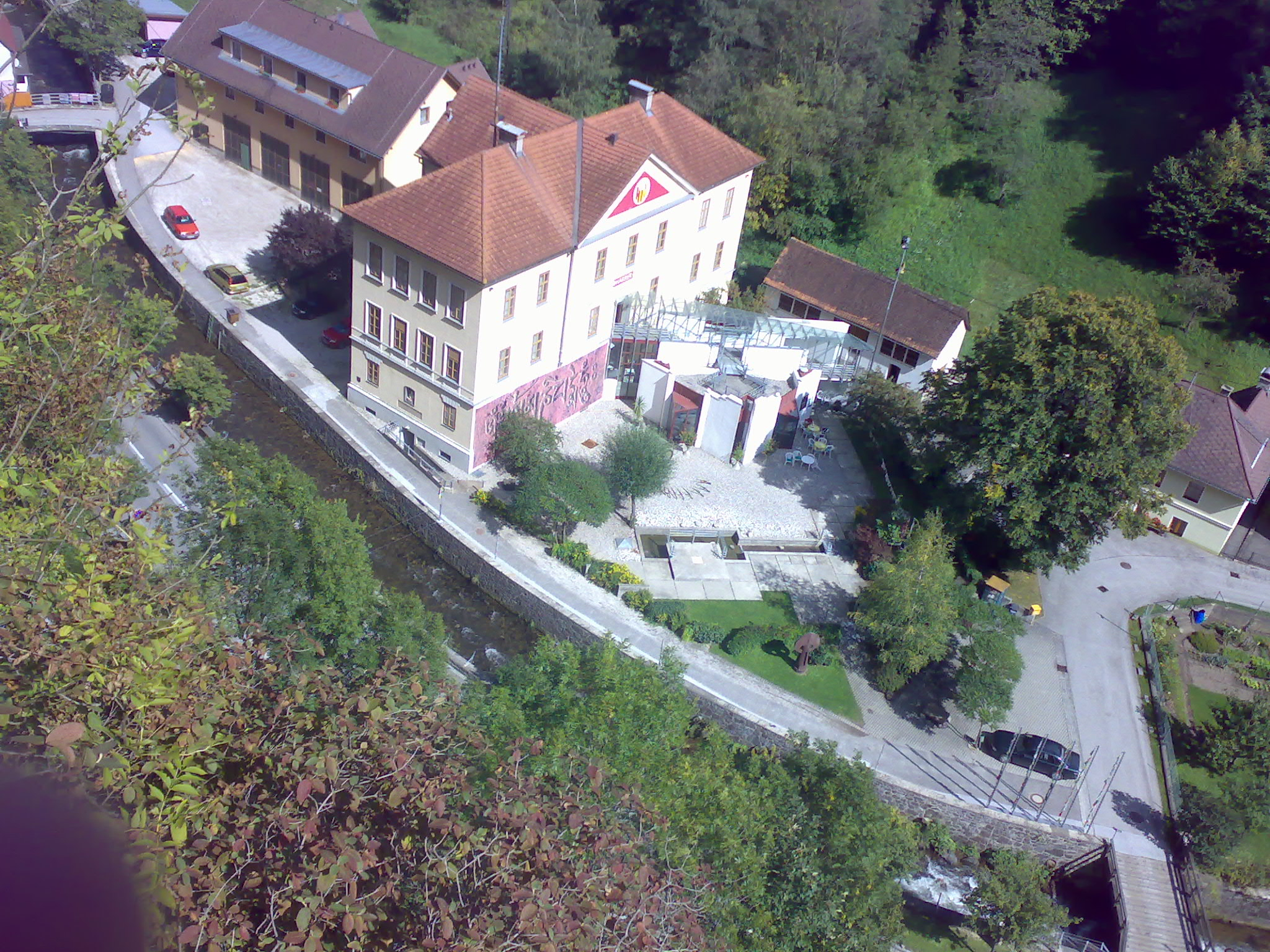
Heinrich-Harrer-Museum in Hüttenberg

Het Heinrich-Harrer-Museum is een museum in Hüttenberg in Oostenrijk. Anno 2008 herbergt het meerdere collecties met in het totaal 4000 museumstukken verdeeld over vier verdiepingen van samen 1000 m². Het Heinrich-Harrer-Museum werd in 1983 opgericht in het nabijgelegen Knappenberg en later verplaatst naar Hüttenberg zelf. Begeleidende teksten in het museum zijn alleen in het Duits.
Het museum toont stukken van Heinrich Harrer als bergbeklimmer, skiër en golfer en daarnaast stukken uit de gebieden die hij als ontdekkingsreiziger doortrok: Tibet, de Andamanen, Borneo, Suriname, Xingu-rivier en Afrika. Het museum vertoont verschillende multimedia-voorstellingen en heeft een beeldarchief van meer dan 100.000 foto's, landkaarten, eigengemaakte tekeningen en de talrijke binnen- en buitenlandse onderscheidingen die hij ontving.
De collectie over Tibet neemt een groot deel van het museum in. Heinrich Harrer was tot 1951 leraar en adviseur voor de veertiende dalai lama Tenzin Gyatso met wie hij zijn leven lang bevriend bleef. Over deze tijd schreef hij zijn bekendste werk Zeven jaar in Tibet die tweemaal verfilmd werd, in 1956 met Harrer zelf en in 1997 met Brad Pitt in de hoofdrol. In 1992 wijdde de dalai lama zelf de boeddhistische gebedsruimte in. Een foto toont de dalai lama op de pronkstoel in de troonkamer, waarop alleen de dalai lama mag zitten. Daarnaast is onder andere een grote zandmandala te zien die niet naar gebruik weer vernietigd werd toen hij voltooid was.
Tegen de rotswand aan de andere kant van de straat is het Lingkor van Hüttenberg gebouwd, een Tibetaanse pelgrimspad dat grotendeels uit een stalen trappenstelsel bestaat en op grote hoogte boven het dal uitsteekt. De dalai lama zegende dit pelgrimspad in tijdens zijn bezoek op 23 oktober 2002.
Het museum toont ook een permanente extra tentoonstelling op de kelderverdieping over de onderdrukking van de Tibetanen sinds de opstand in Tibet van 1959. Het bericht over de schendingen van de mensenrechten in Tibet en de vernietiging van Tibetaanse cultuur, kloosters en relikwieën van het Tibetaans boeddhisme en de religie bön. Ook gaat het in op de massale immigratie van Han-Chinezen, waardoor alleen al de hoofdstad Lhasa van 5000 inwoners in 1959 groeide tot een stad met 400.000 inwoners.